# Choroïde

Schéma d’une section transversale de l’œil humain ; la choroïde est en violet.

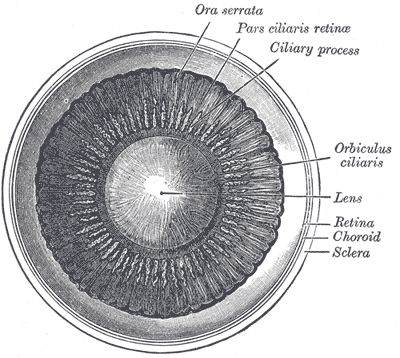
Intérieur de la moitié antérieure du bulbe oculaire (la choroïde est étiquetée à droite, en deuxième position en partant du bas).

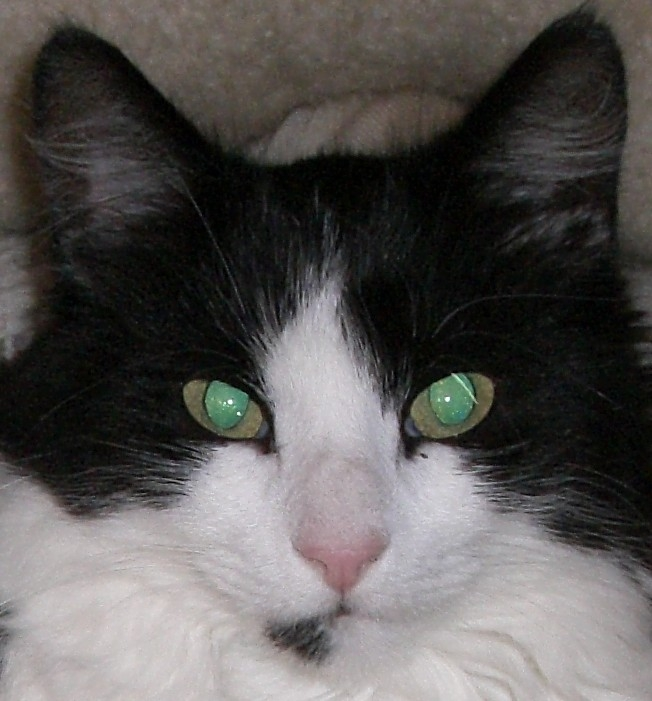
Le tapetum lucidum des yeux du chat réfléchit la lumière.

La choroïde est l’une des couches de la paroi du globe oculaire, située entre la sclérotique à l’extérieur et la rétine à l’intérieur. C’est une couche richement vascularisée qui assure la nutrition de l’iris et des photorécepteurs rétiniens. Avec le corps ciliaire et l’iris, la choroïde forme l’uvée. Sa structure lui assure une double fonction : d’une part, elle forme un écran qui maintient l’intérieur de l’œil en chambre noire, d’autre part, elle le protège du point de vue thermique, empêchant le passage d’une grande partie des rayonnements extérieurs.

## Structure anatomique
On distingue usuellement quatre ou cinq couches dans la choroïde :
- La couche de Haller - couche externe de la choroïde consistant en tissu conjonctif élastique, en cellules conjonctives pigmentées, et contenant des vaisseaux sanguins de gros diamètre (artères ciliaires postérieures).
- La couche de Sattler (de) - couche de la choroïde consistant en vaisseaux sanguins de diamètre moyen parcourant un tissu conjonctif très pigmenté également.
- Ici s’insère chez certains animaux (la plupart des mammifères, mais pas l’humain, ni le porc, ni le lapin) le tapetum lucidum, couche peu pigmentée qui diffracte et réfléchit les rayons et agit comme un amplificateur de lumière en conduisant celle-ci à revenir frapper les photorécepteurs de la rétine. C’est pourquoi le tapetum lucidum est particulièrement important chez les espèces actives au crépuscule. Il est également responsable de l’illumination caractéristique des yeux de ces animaux lorsqu’on les éclaire dans l’obscurité. Le tapetum lucidum peut être constitué, soit de cellules aplaties (comme chez les carnivores), soit de substance cristalline comme chez le chien, soit de fibres conjonctives spécialement ordonnées, comme chez le cheval ou chez les ruminants.
- La couche des choriocapillaires - fin réseau de capillaires qui assurent l’alimentation constante de la couche externe de la rétine.
- La membrane de Bruch - couche interne de la choroïde directement accolée à la couche pigmentaire de la rétine.

Le nerf optique permet un contact entre la pie-mère et la choroïde en traversant cette dernière.

## Variations selon les espèces
La choroïde des primates (dont l’humain) est tapissée de cellules riches en mélanine, et donc très sombres, qui absorbent les radiations visibles et évitent ainsi des reflets inopportuns à l’intérieur de l’œil. Les primates albinos souffrent fréquemment d’une vision médiocre causée par le manque de pigments dans la choroïde.
De nombreuses autres espèces animales disposent d’une choroïde tapissée au contraire de matériaux réfléchissants qui leur permettent de mieux recueillir la lumière dans l’obscurité.

## Choroïde et photographie
L’effet yeux rouges en photographie est produit par une diffusion de lumière par les vaisseaux sanguins (rouges) de la choroïde.